# Den djupa dalen
Den djupa dalen är en amerikansk film från 1947 i regi av Jean Negulesco. Filmen byggde på en roman av Dan Totheroh.

## Handling
Libby lever ett fattigt och isolerat liv tillsammans med sina förbittrade föräldrar på en gård en bit från Kaliforniens kust. Ett arbetslag med straffångar anländer till trakten för att arbeta med ett vägbygge och Libby intresserar sig snart för en av fångarna, Barry Burnett.

## Rollista
- Ida Lupino - Libby Saul
- Dane Clark - Barry Burnette
- Wayne Morris - Jeff Barker
- Fay Bainter - Ellie Saul
- Henry Hull - Cliff Saul
- Willard Robertson - Akers, sheriff